# Balle intelligente
 (juin 2010).
Si vous disposez d'ouvrages ou d'articles de référence ou si vous connaissez des sites web de qualité traitant du thème abordé ici, merci de compléter l'article en donnant les références utiles à sa vérifiabilité et en les liant à la section « Notes et références ».
La « balle intelligente » est actuellement en essai. Elle est en réalité principalement une balle anti-munition, bien qu'elle puisse aussi servir pour abattre des cibles particulières[réf. nécessaire].

## Fonctionnement
Le principe de la « balle intelligente » repose sur la détection d'une cible — par un ordinateur ou un tireur humain — puis par son acquisition au moyen d'un rayon laser (de la même façon qu'un avion de chasse verrouille un missile sur une cible)[réf. nécessaire] ; la balle intelligente est alors tirée. Si la cible (humain, ou obus à neutraliser) bouge, la balle est « avertie » par l'ordinateur (même avec le tireur humain, le laser est équipé d'un (mini-)ordinateur) et va adapter sa trajectoire grâce à de petits ailerons[réf. nécessaire].
Les balles contiennent la plupart du temps une petite charge d'explosif située à la tête pour faire vaciller ou exploser les balles, les obus, les bombes voire des missiles[réf. nécessaire].

### Vidéographie
- (en) [vidéo] DARPAtv, « EXACTO Live-Fire Tests, February 2015 », sur YouTube, 27 avril 2015.